# Synchestra
Synchestra è il secondo album in studio del gruppo musicale canadese The Devin Townsend Band, pubblicato il 30 gennaio 2006 dalla HevyDevy Records.

## Antefatti
Poco dopo aver pubblicato Alien con gli Strapping Young Lad, Devin Townsend si mise al lavoro con il proprio gruppo solista sul successore di Accelerated Evolution. Inizialmente il titolo provvisorio era Human, cambiato poi nel definitivo Synchestra. L'album è stato interamente composto, registrato e prodotto dal musicista presso il proprio studio, il Devlab, eccezion fatta per la batteria, registrata all'Armory Studios, e per il basso, registrato all'Hipposonic Studio (entrambi gli studi sono situati a Vancouver).
Townsend ha scritto quest'album con l'obiettivo che fosse più «gradevole» rispetto ad Alien, descrivendolo come «praticamente un disco che simboleggia il tornare sulla Terra dopo aver girato lo spazio per un po' con Alien».

## Promozione
Per anticipare l'uscita dell'album, il 17 marzo 2006 è stato presentato il videoclip per la sesta traccia Vampira.
L'album è stato pubblicato il 30 gennaio 2006 in Nord America per l'etichetta di Townsend, la HevyDevy, e in Europa per la Inside Out Music. Contemporaneamente è stata distribuita anche un'edizione speciale contenente un DVD aggiuntivo intitolato Safe Zone con le riprese dell'esecuzione in studio di otto brani più altri contenuti bonus.

## Tracce
Testi e musiche di Devin Townsend.
1. Let It Roll – 2:52
2. Hypergeek – 2:20
3. Triumph – 7:08
4. Babysong – 5:30
5. Vampolka – 1:36
6. Vampira – 3:27
7. Mental Tan – 2:15
8. Gaia – 6:03
9. Pixillate – 8:17
10. Judgement – 5:55
11. A Simple Lullaby – 7:09
12. Sunset – 2:31
13. Notes from Africa – 7:42
14. Sunshine and Happiness – 2:35 – traccia fantasma

DVD bonus nell'edizione speciale
1. Safe Zone – 58:11

## Formazione
Gruppo
- Devin Townsend – voce, chitarra (eccetto traccia 14), computer
- Ryan Van Poederooyen – batteria
- Mike Young – basso, tuba, contrabbasso, voce aggiuntiva (traccia 14)
- Dave Young – tastiera, pianoforte, organo Hammond, mandolino, voce aggiuntiva e chitarra (traccia 14)
- Brian Waddell – chitarra (eccetto traccia 14)

Altri musicisti
- Heather Robinson – voce aggiuntiva
- Deborah Tyzio – voce aggiuntiva
- Chris "The Heathen" Valagao – voce aggiuntiva
- Steve Vai – assolo (traccia 3)
- Rocky Milino Jr. – dobro (traccia 3)
- Daniel Young – tamburello (traccia 5)

Produzione
- Devin Townsend – produzione, ingegneria del suono, montaggio, missaggio
- Shaun Thingvold – ingegneria del suono aggiuntiva, supervisione missaggio
- Dave Young – assistenza alla registrazione
- Mike Young – assistenza alla registrazione
- Ryan Van Poederooyen – assistenza alla registrazione della batteria
- Jay Van Poederooyen – montaggio della batteria
- Alex Aligizakis – assistenza alla registrazione del basso
- Nick Tyzio – assistenza alla registrazione della voce di Deborah Tyzio
- Tim Speinruck – assistenza alla registrazione della voce di Heather Robinson
- Amy Worobec – assistenza al missaggio
- Greg Reely – mastering
- Geoffrey Rousselot – artwork, design
- Omer Cordell – fotografia

## Classifiche
| Classifica (2006) | Posizione massima |
| ----------------- | ----------------- |
| Finlandia         | 33                |
| Francia           | 128               |
| Germania          | 85                |